# Varacosa
Varacosa is een geslacht van spinnen uit de familie wolfspinnen (Lycosidae).

## Soorten
De volgende soorten zijn bij het geslacht ingedeeld:
- Varacosa apothetica (Wallace, 1947)
- Varacosa avara (Keyserling, 1877)
- Varacosa gosiuta (Chamberlin, 1908)
- Varacosa hoffmannae Jiménez & Dondale, 1988
- Varacosa parthenus (Chamberlin, 1925)
- Varacosa shenandoa (Chamberlin & Ivie, 1942)